# Margareta Breuer
Margareta Breuer (* 30. Oktober 1928 in Gleiwitz, Provinz Niederschlesien; † 5. Juni 2023 in Paderborn) war eine deutsche Sozialarbeiterin und Professorin für Soziale Arbeit.

## Leben
Breuer wuchs in Gleiwitz auf und floh gegen Ende des Zweiten Weltkriegs. 1950 besuchte sie die Westfälische Provinzialschule für Wohlfahrtspflege in Lengerich, war anschließend Fürsorgerin im katholischen Fürsorgeverein Bielefeld/Göttingen und qualifizierte sich 1961 zur staatlich anerkannten Wohlfahrtspflegerin weiter. An der Akademie für Jugendfragen in Münster absolvierte sie bei Cora Baltussen eine Weiterbildung in Social Casework, schloss 1970 mit Diplom die Qualifizierung in Sozialer Gruppenarbeit bei Louis Lowy sowie die Ausbildung zur Supervisorin ab. Nach einer Tätigkeit in der Erziehungsberatung wurde sie Dozentin der Höheren Fachschule für Sozialarbeit am Paderborner Meinwerk-Institut. Diese wurde 1971 in die Katholische Hochschule Nordrhein-Westfalen am Standort Paderborn integriert. Dort entwickelte Breuer gemeinsam mit einer Lehrplankommission, zu der auch Louis Lowy gehörte, ein Curriculum für das neue Studienfach Sozialarbeit und Sozialpädagogik, in dem seither die Supervision als einheitlicher fachlicher Standard im Studium gehörte. 1989 wurde sie zur ersten Professorin mit rein sozialarbeiterischer Grundqualifikation an der Paderborner Abteilung ernannt.
Margareta Breuer engagierte sich über Jahrzehnte für die Entwicklung Sozialer Gruppenarbeit und Supervision sowie im Verband für katholische Frauensozialarbeit (IN VIA) und war Ehrenvorsitzende im IN VIA Diözesanverband Paderborn.
Breuer wurde am 14. Juni 2023 in Bielefeld beigesetzt.

## Schriften
- Gewinnung ehrenamtlicher Vorstandsmitglieder und Klärung ihrer Aufgaben in einer Ortsgruppe des Sozialdienstes Katholischer Frauen. In: Katholische Fachhochschule Nordrhein-Westfalen (Hrsg.): Kooperation freitätiger und beruflicher Mitarbeiter im Sozialen Diensten. Freiburg im Breisgau 1979: Lambertus, S. 100–108.
- mit Teresa Bock: Folgerungen für den Beruf des Sozialarbeiters. In: Katholische Fachhochschule Nordrhein-Westfalen (Hrsg.): Kooperation freitätiger und beruflicher Mitarbeiter im Sozialen Diensten, Freiburg im Breisgau 1979: Lambertus, S. 122–131.
- mit Teresa Bock und Edeltraud Lukoschek (Hrsg.): Sozialarbeit mit ausländischen Familien. Freiburg im Breisgau 1994: Lambertus, ISBN 978-3-7841-0718-9.